# 液体火箭发动机

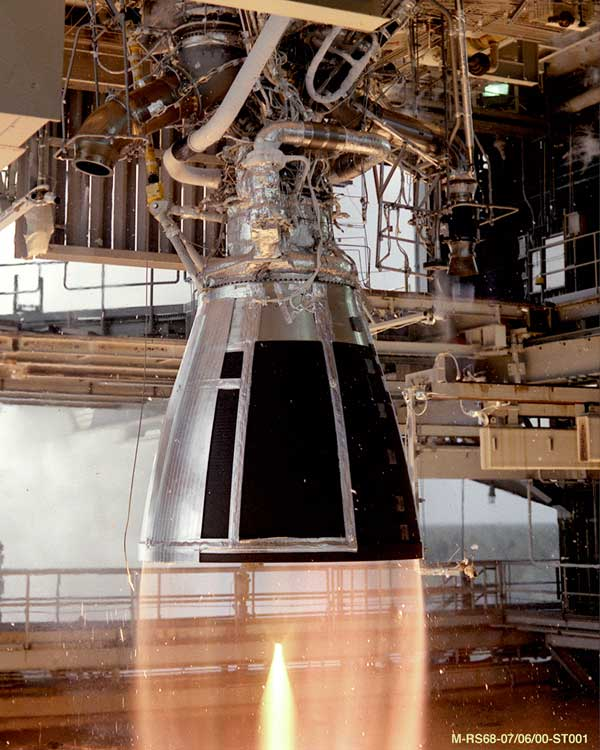
正在进行点火测试的RS-68火箭发动机

液体推进剂火箭发动机（英語：liquid-propellant rocket engine，缩写为），简称液体火箭发动机:2或液态火箭发动机，是指采用液态的燃料和氧化剂作为能源和工质的火箭发动机。液体火箭发动机的基本组成包括推力室、推进剂供应系统和发动机控制系统等。液体推进剂贮存在推进剂贮箱内，当发动机工作时推进剂在推进剂供应系统的作用下按照要求的压力和流量输送至燃烧室，经雾化、蒸发、混合和燃烧生成高温高压燃气，再通过喷管加速至超声速排出，从而产生推力。
液体火箭发动机使用的推进剂可以是一种液态化学物，即单组元推进剂，也可以是几种液态化学物的组合，即双组元推进剂及三组元推进剂，它们均具有较高的能量特性。常用的单组元推进剂是肼，主要用于小推力发动机。双组元推进剂主要有液氧/液氢、液氧/烃类（煤油、汽油和酒精等）、硝酸/烃类、四氧化二氮/偏二甲肼等组合。
历史上第一枚液体火箭是由美国火箭学家罗伯特·戈达德于1926年发射的。德国火箭专家冯·布劳恩的研究团队在第二次世界大战期间研制的V-2火箭极大地促进了大型液体火箭发动机的发展。二战后，美国和苏联/俄罗斯等许多国家研制了大量的液体火箭发动机。液体火箭发动机作为最为成熟的火箭推进系统之一，具有较高的性能和许多独特的优点，目前被广泛应用于运载火箭、航天器以及导弹。液体火箭发动机还被用作部分飞机的推进动力。

## 历史

### 早期开创性成果
康斯坦丁·齐奥尔科夫斯基、罗伯特·戈达德和赫尔曼·奥伯特被公认为是现代火箭学之父，他们在同一时期各自独立进行着现代火箭的早期研究工作。
1903年，俄罗斯教师康斯坦丁·齐奥尔科夫斯基发表了第一部提出利用火箭进行航天活动的著作《利用反作用力设施探索宇宙空间》（俄語：Исследование мировых пространств реактивными приборами）。齐奥尔科夫斯基提出液体推进剂比固体推进剂能提供更多能量，认为液氧/液氢是用于航天飞行的最佳推进剂，并且给出包含燃烧室、喷管和推进剂贮箱等关键要素的液体火箭发动机的概念性草图。此外，他还推导出逃逸速度和火箭方程，提出多级火箭设想。但齐奥尔科夫斯基并未实际建造和测试任何火箭。

1926年美国教授罗伯特·戈达德试射首枚液体火箭

美国克拉克大学教授罗伯特·戈达德在1914年就申请了关于液体燃料火箭装置的专利，并且在1919年发表了关于火箭飞行的数学理论的著作《到达极高空的方法》（英語：A Method of Reaching Extreme Altitudes）。在1921年至1925年期间，戈达德进行了液体火箭发动机地面静态试验。1926年3月16日，戈达德在马萨诸塞州的奥本成功发射了历史上首枚液体燃料火箭。这枚火箭采用液氧/汽油作为推进剂，仅飞行了41英尺高、185英尺远，历时2.5秒。戈达德在液体火箭的研究上取得过很多开创性成果。但由于戈达德在世期间不愿太多发表和透露他的液体火箭发动机的设计细节、试验数据等有用信息，因此他的研究成果并未对美国的液体火箭发展产生太大影响。
1923年，德国科学家赫尔曼·奥伯特发表了题为《飞向星际空间的火箭》（德語：Die Rakete zu den Planetenräumen）的著作，并且在1929年修订了这本书，将其命名为《通向航天之路》（德語：Wege zur Raumschiffahrt）:271。该书由于其重要的科学价值而得到国际上的认可。20世纪30年代，奥伯特建造并试验了他的概念性的液体火箭发动机。他的第一枚火箭于1931年5月7日在德国柏林附近发射。

### 德国（二战时期）
1927年，德国的一群业余火箭研究者成立了太空旅行学会:283，奥伯特也是其成员之一。

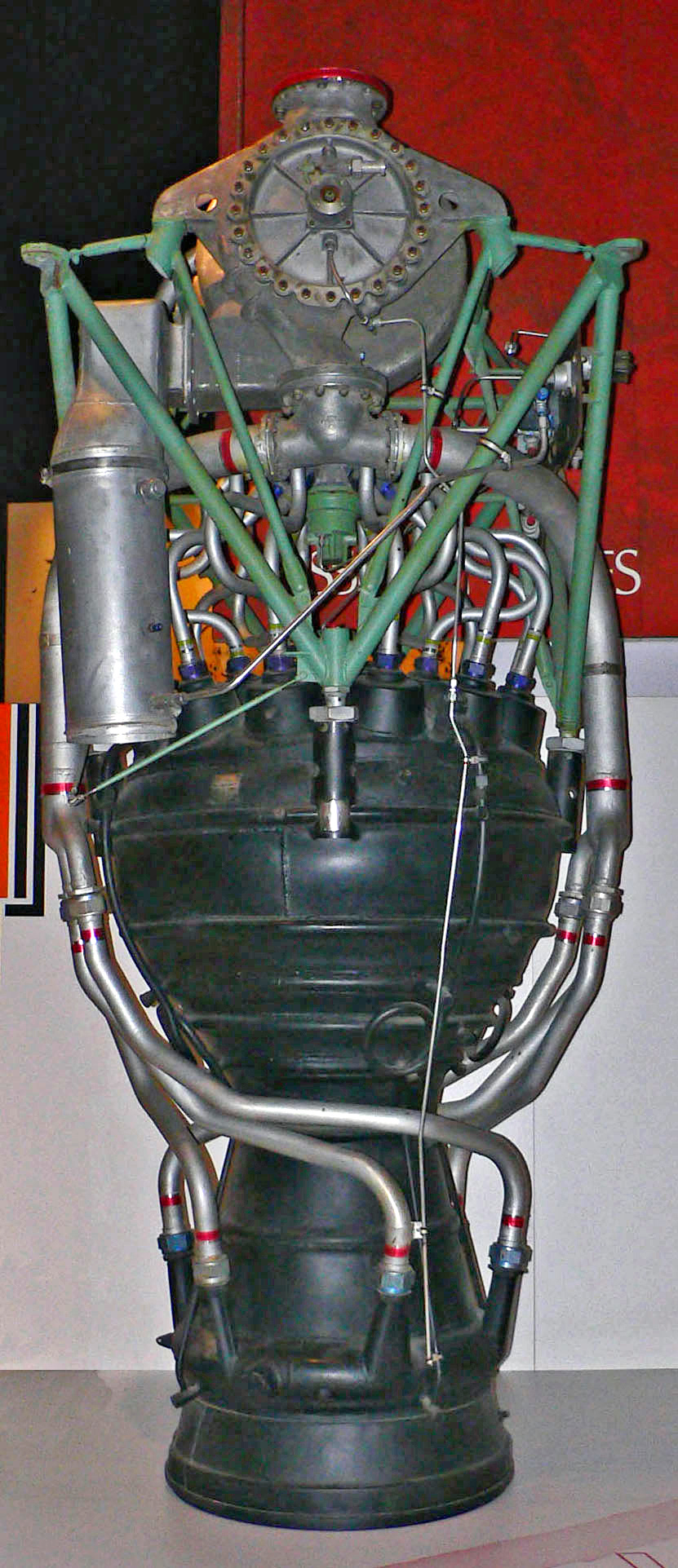
在美国国家航空航天博物馆展出的V-2火箭发动机

20世纪30年代初，德国陆军装备部开始筹建官方的火箭研究组织。德国陆军军官瓦尔特·多恩伯格组建了由德国火箭专家韦恩赫尔·冯·布劳恩领导的火箭研究小组。冯·布劳恩的研究团队起初在柏林南郊的库默斯多夫进行远程火箭的研究，后来又搬至德军在佩内明德新建的火箭研究基地继续工作。他们相继设计和测试了A-1、A-2、A-3和A-5等实验火箭以及实用化的大型火箭A-4。其发动机主要由德国火箭专家瓦尔特·蒂尔负责研制:750。A-4火箭于1942年10月3日在佩内明德成功试射，并在1944更名为V-2火箭，是第二次世界大战中著名的弹道导弹。V-2火箭的发动机使用液氧/酒精作为推进剂，推力可达56,000磅力，采用薄膜冷却和再生冷却的方法对推力室进行冷却，采用由高锰酸钠催化过氧化氢分解生成的高温气流来驱动涡轮泵进行泵压式增压输送推进剂。1945年，二战结束，冯·布劳恩和他的火箭团队向美军投降，相关技术报告和图纸以及V-2火箭一起运送到美国:752-753，而苏联也得到了V-2火箭的部件和设备。V-2火箭具有极大的历史意义，它对美国和苏联的大型液体火箭发动机的发展起到巨大的推动作用。
20世纪30年代后期，德国也对用于火箭动力飞机的液体火箭发动机进行研究。德国工程师赫尔穆特·瓦尔特的公司研制了这些液体火箭发动机:754-762。1939年6月20日，世界上第一架单独使用液体火箭发动机作为推进动力的飞机——He 176飞机试飞成功，采用的是瓦尔特设计的HWK R1发动机。Me 163战斗机是德国在二战中唯一服役的火箭动力战斗机，采用的是HWK 109-509发动机，使用C-Stoff和T-Stoff分别作为燃料和氧化剂:757。

### 美国
1930年，一群以科幻小说作家为主的爱好者成立了美国火箭学会（缩写为ARS），随后开展火箭的设计和实验工作。
1936年，美国加州理工学院空气动力学家西奥多·冯·卡门领导的古根海姆航空实验室（缩写为GALCIT）开始液体火箭相关研究工作，包括不同推进剂的性能研究以及推力室的设计和测试。
自20世纪40年代起，多家美国公司陆续参与了液体火箭发动机的研制。反应发动机公司（缩写为RMI）是美国第一家液体火箭发动机公司，是由美国火箭学会的四位成员于1941年成立的。其设计的最有名的发动机是为贝尔X-1飞机设计的RMI 6000C-4火箭发动机，拥有四个推力室，总推力达6000磅力，采用液氧/酒精作为推进剂，还被用于道格拉斯D-558-2天空火箭、北美X-15。
喷气飞机公司，由冯·卡门等人于1942年成立，是美国第二家研制火箭发动机的公司。喷气飞机公司为A-20轰炸机、B-29轰炸机、B-45轰炸机、B-47轰炸机等许多军用飞机研制了一系列喷气助推起飞液体火箭发动机，还为波马克导弹IM-99A设计过液体火箭助推器。喷气飞机公司设计的最成功的大型液体火箭发动机是分别用于大力神系列运载火箭的第一级和第二级的LR-87和LR-91火箭发动机。LR-87发动机为双推力室，LR-91发动机为单推力室，它们最初使用液氧/煤油（RP-1）作为推进剂，后来改用四氧化二氮/混肼50。

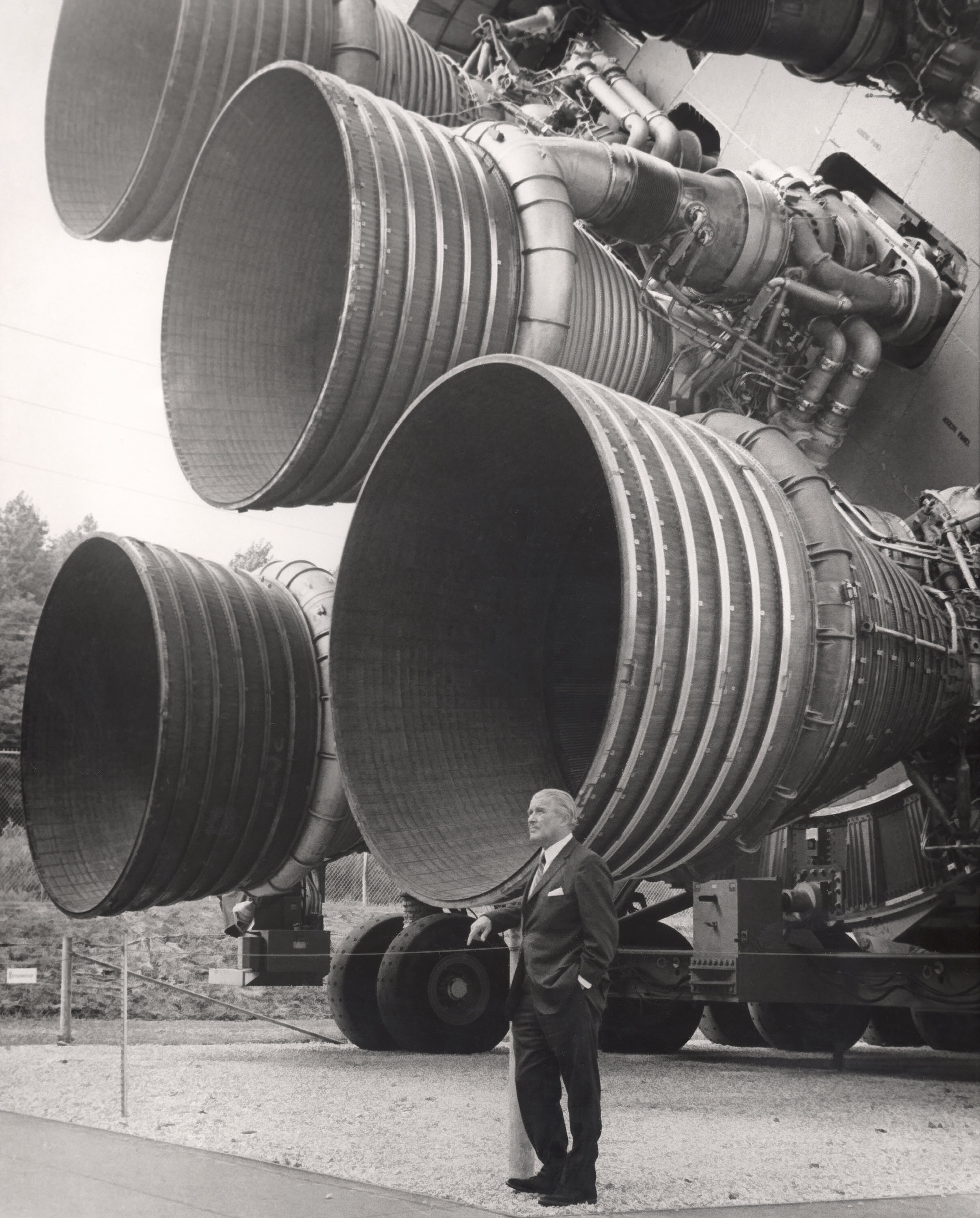
冯·布劳恩在美国太空和火箭中心与土星5号动态测试火箭第一级所用的F-1火箭发动机合影

洛克达因是美国重要的液体火箭发动机制造商。其基于德国V-2火箭的发动机技术，为美国第一种弹道导弹——红石导弹研制了A-6和A-7火箭发动机，海平面推力可达78,000磅力。红石导弹的发动机在1958年被用于发射美国第一颗人造卫星探险者一号的朱诺1号运载火箭，在1961年被用于执行美国首次载人亚轨道太空飞行任务的水星-红石运载火箭。其在20世纪50年代分别为美国第一种洲际弹道导弹——宇宙神导弹以及朱庇特弹道导弹和雷神弹道导弹等设计了液体火箭发动机。洛克达因的历史性成就之一就是研发了用于发射阿波罗飞船以实现人类首次登月的土星5号运载火箭的F-1和J-2火箭发动机。F-1发动机是世界上推力最大的单推力室发动机，海平面推力达1,522,000磅力，采用液氧/煤油作为推进剂，被用于土星5号的第一级；J-2发动机是世界上第一个大推力氢氧火箭发动机，被用于第二级。洛克达因的历史性成就还包括为美国航天飞机设计的航天飞机主发动机（缩写为SSME），亦即RS-25火箭发动机。它使用液氧/液氢作为推进剂，是美国第一个采用分级燃烧循环的液体火箭发动机。RS-68火箭发动机是洛克达因于20世纪90年代末在航天飞机主发动机的基础上研发的低成本大推力液体发动机，通过采用中等燃烧室压力、简化发动机设计以达到降低成本的目的，被用于德尔塔4号运载火箭的公共助推核心。
普惠公司在1957年决定进入液体火箭发动机领域。其最成功的液体火箭发动机就是RL10火箭发动机，于1963年首次成功飞行，是世界上第一个使用液氧/液氢作为推进剂以及第一个采用膨胀循环的火箭发动机。RL10系列发动机主要被用于半人马座火箭、土星1号运载火箭的S-IV级以及德尔塔3号和4号运载火箭的第二级等上面级。
现隶属于诺斯洛普·格鲁门公司空间技术部的推进产品中心（Propulsion Products Center），原为TRW公司的部门，是美国最早研发以肼为推进剂的单组元液体火箭发动机的机构。其为航天器研制了许多单组元和双组元液体火箭发动机，包括卫星姿态控制发动机、液体远地点发动机以及阿波罗登月舱的下降级推进系统。
成立于2002年的太空探索科技公司（SpaceX）为自家致力于可回收使用的猎鹰系列运载火箭研制了默林火箭发动机和红隼火箭发动机；为龙飞船研制了天龙座火箭发动机和超级天龙座火箭发动机。SpaceX正在研发大推力的猛禽火箭发动机，使用液氧/液态甲烷作为推进剂，采用全流量分级燃烧循环。

### 苏联和俄罗斯
1924年，世界上第一个民间业余火箭学会——星际旅行研究学会在苏联成立。它吸引了包括齐奥尔科夫斯基在内的众多成员。
苏联政府自20世纪20年代起开始建立液体火箭研究部门。第一个机构是于1921年成立的喷射推进实验室，并在1928年更名为气体动力学实验室（缩写为GDL）。苏联火箭专家瓦连京·格鲁什科在1929年进入气体动力学实验室，负责液体火箭发动机研究。格鲁什科团队研制了包括苏联第一个液体火箭发动机ORM-1在内的一系列ORM发动机，试验研究了许多不同的推进剂，提出并实现了推进剂自燃点火，还对特型喷管进行了研究。ORM-65发动机是其研制的最成功的发动机之一，被用于RP-318火箭动力滑翔机和212巡航导弹。
另一个火箭研究部门是成立于1931年的喷气推进研究组（缩写为GIRD），由苏联火箭专家谢尔盖·科罗廖夫担任其领导。喷气推进研究组分为四个研究团队，苏联航天学家弗里德里希·灿德尔负责其中的液体火箭发动机研究:268。灿德尔设计并试验了OR-1、OR-2等发动机，还参与了GIRD-X火箭的设计:269。1933年8月17日，喷气推进研究组成功发射了苏联第一枚混合燃料火箭GIRD-09，其采用液氧/凝固汽油作为推进剂，由苏联火箭学家米哈伊尔·吉洪拉沃夫所设计:546。同年11月，苏联第一枚真正的液体火箭GIRD-X进行了试验飞行，采用液氧/酒精作为推进剂:269。1933年9月，气体动力学实验室与喷气推进研究组合并为喷气科学研究所（缩写为RNII）:271。两个部门继续进行着液体火箭的研制。

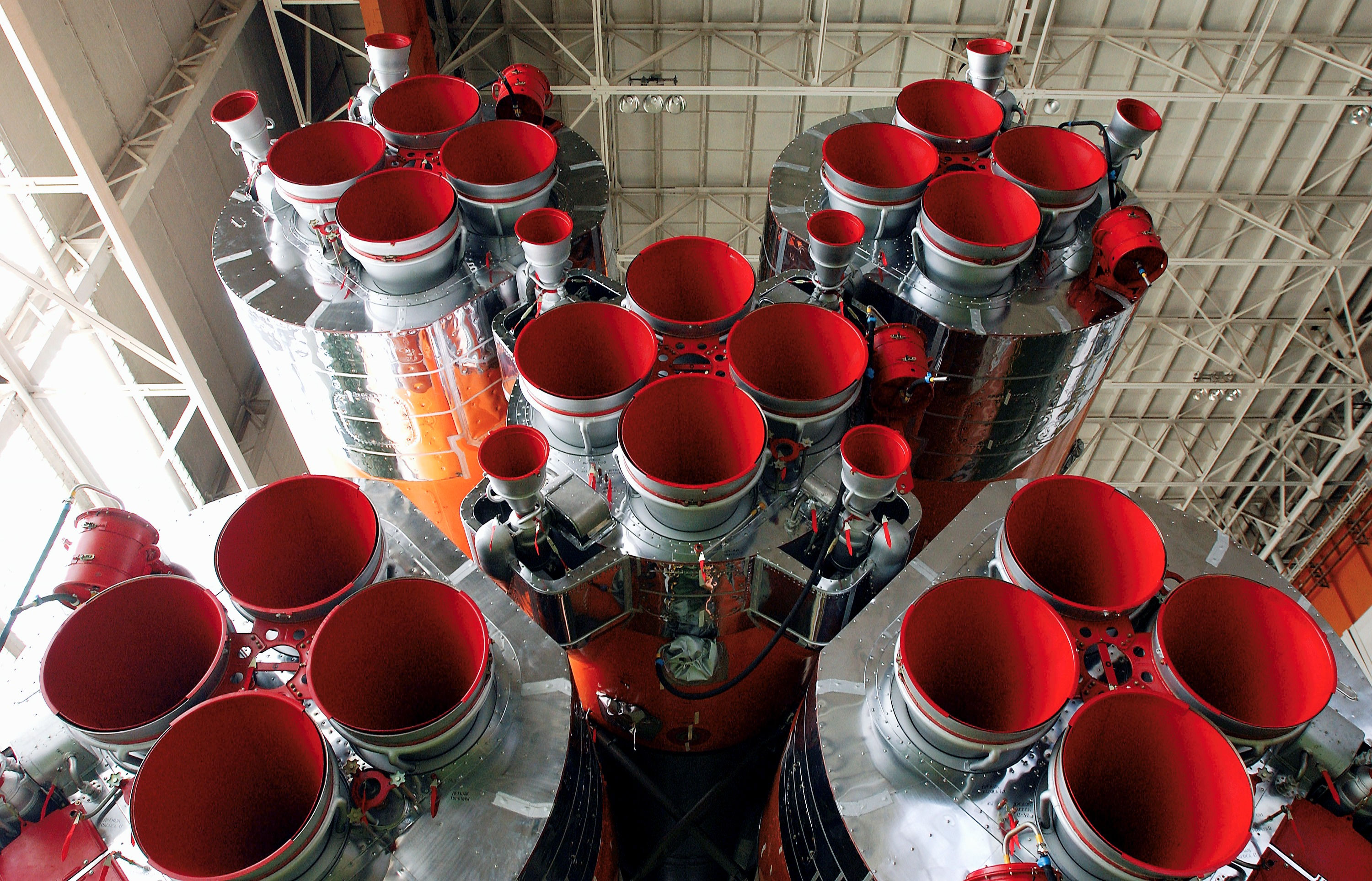
联盟号运载火箭的助推级采用四个RD-107发动机，第一级（芯级）采用RD-108发动机，其均拥有四个固定的推力室，同时RD-107另有两个游动推力室，RD-108则有四个游动推力室

为提高液体火箭发动机的研发能力，苏联政府又新成立了一批液体火箭发动机设计局。OKB-456，亦即现在的动力机械科研生产联合体，是苏联在二战后为复原德国V-2火箭技术而成立的一个设计局，由格鲁什科领导，负责发动机研究。其基于V-2火箭的发动机技术，为苏联版的V-2火箭——R-1导弹研发了RD-100火箭发动机。该设计局为世界上第一枚洲际弹道导弹R-7设计了RD-107和RD-108火箭发动机。RD-107和RD-108发动机在1957年被用于发射世界上第一颗人造卫星卫星一号的卫星号运载火箭，在1961年被用于执行历史上首次载人航天任务的东方号运载火箭，此外还被用于上升号运载火箭、闪电号、联盟号等系列运载火箭。动力机械科研生产联合体在20世纪60年代设计的RD-253火箭发动机以四氧化二氮/偏二甲肼为推进剂，采用分级燃烧循环，是推力最大的采用可贮存推进剂的单室液体火箭发动机，被用于质子号运载火箭的第一级。20世纪70-80年代，动力机械科研生产联合体研发了用于天顶号运载火箭的RD-120和RD-170/RD-171火箭发动机。RD-170/RD-171发动机具有重要历史意义，是世界上推力最大的液体火箭发动机，真空推力可达1,770,000磅力，共有四个推力室，使用液氧/煤油，被用于能源号运载火箭的助推级和天顶号运载火箭的第一级。20世纪90年代，动力机械科研生产联合体在RD-170发动机的基础上研发了用于美国宇宙神3号和5号的RD-180火箭发动机和用于安加拉系列运载火箭的RD-191火箭发动机。此外，动力机械科研生产联合体还在20世纪80年代末开始研发三组元双模式的RD-701和RD-704火箭发动机，即发动机先以液氧/煤油/液氢为推进剂产生较大推力在低空飞行，在高空时则使用液氧/液氢作为推进剂。
化工自动化设计局在20世纪50年代开始从事液体火箭发动机研究，主要研制用于火箭上面级的发动机。该设计局研发了用于东方号运载火箭第二级的RD-0109火箭发动机，用于闪电号和联盟号系列运载火箭第二级的RD-0110火箭发动机，用于质子号运载火箭第二级的RD-0210和RD-0211火箭发动机以及用于质子号第三级的RD-0212火箭发动机。其也为苏联的地对空导弹设计过RD-0200火箭发动机。化工自动化设计局在20世纪70-80年代研发的RD-0120火箭发动机是苏联主要的氢氧火箭发动机，采用富氧分级燃烧循环，被用于能源号运载火箭的芯级。另外，其还为R-29RM “轻舟”潜射弹道导弹的第一级设计了RD-0243火箭发动机。20世纪90年代，化工自动化设计局在RD-0120发动机的基础上研发了三组元双模式的RD-0750火箭发动机，还试验了采用膨胀循环和膨胀-偏转喷管的氢氧火箭发动机RD-0126。
化工机械设计局自20世纪60年代末起研制了一系列用于航天器飞行控制的小推力脉冲火箭发动机。其也研制了许多用于航天器机动的液体火箭发动机，如轨道机动发动机、制动发动机、着陆器上升级和下降级发动机。化工机械设计局还研发了用于潜射弹道导弹的液体火箭发动机，并且在20世纪50年代为战术弹道导弹设计过液体火箭发动机。
此外，库兹涅佐夫设计局在20世纪60-70年代为用于苏联登月计划的N1运载火箭设计了NK-33和NK-43火箭发动机，以液氧/煤油为推进剂，采用分级燃烧循环。

### 其他國家
包括中国、欧洲多国（如法国、德国、英国、意大利、挪威、比利时、荷兰等）、日本和印度等国家也都成立了各自的液体火箭发动机研究机构和公司，研制和发射了许多液体火箭发动机。中国于20世纪60年代开始研制大推力液体火箭发动机，设计了YF系列火箭发动机，用于发射长征系列运载火箭。法国的斯奈克玛公司在20世纪80年代末开始为阿丽亚娜5型运载火箭研发火神发动机并成功发射。日本在20世纪60-70年代从美国引进火箭技术，并从80年代起先后自主研发了LE-5火箭发动机和LE-7火箭发动机并发射了H-I和H-II运载火箭。印度在低温火箭发动机也取得突破，成功研制了大推力氢氧发动机——CE-20火箭发动机。

## 分类
液体火箭发动机有多种分类方法。按发动机用途，可将其分为用于发射有效载荷的主推进和用于轨道修正和姿态控制的辅助推进；按推力大小，可分为大推力、中等推力和小推力发动机；按推进剂组元数量，可分为单组元、双组元和三组元液体火箭发动机；按推进剂供应系统类型，可分为挤压式和泵压式液体火箭发动机；按工况特点，可分为连续工作式和脉冲工作式发动机，或者一次启动和多次启动发动机，或者固定推力、小范围推力调节、中等范围推力调节和大范围推力调节发动机。:5-8:198

## 工作原理

火箭发动机推力产生原理示意图。推力是作用在燃烧室和喷管上的力的合力，是燃烧产物高速喷射出所引起的反作用力

液体推进剂在压力的作用下从贮箱经推进剂输送管道进入燃烧室；推进剂在燃烧室发生雾化、蒸发、混合和燃烧，生成高温高压燃气，将推进剂的化学能转化为燃烧产物的热能；燃气流入先收缩再扩张的喷管，膨胀并加速至超声速，将热能转化为动能；燃气从喷管喷出，产生作用在发动机上的推力，将燃烧产物的动能转变为火箭飞行器的动能:14。
火箭发动机的推力产生可以由牛顿第三运动定律来描述，它主要是高压燃烧产物高速喷射出所引起的反作用力。火箭发动机的推力等于喷气反作用力与大气压强的合力之代数和，可近似地表示为：:31
{\displaystyle F={\dot {m}}v_{e}+A_{e}(p_{e}-p_{a})}
其中，{\displaystyle {\dot {m}}}是喷管的质量流量，{\displaystyle v_{e}}是喷管排气速度，{\displaystyle A_{e}}是喷管出口横截面积，{\displaystyle p_{e}} 是喷管出口气体压强，{\displaystyle p_{a}} 是外界大气压强。

## 基本组成
液体火箭发动机主要由推力室、推进剂供应系统和发动机控制系统等组成。

### 推力室
推力室是将推进剂的化学能转化为喷气动能的组件。它主要由喷注器、燃烧室和喷管组成，采用非自燃推进剂的推力室还有点火装置:180。液体推进剂由喷注器喷入燃烧室，经雾化、蒸发、混合和燃烧生成高温高压气态产物，再通过喷管膨胀加速。

#### 喷注器
喷注器将液体推进剂组元以一定的流量引入燃烧室，使其雾化并按一定比例相互混合。喷嘴是构成喷注器的最基本元件。喷嘴组成喷注单元，按照一定顺序排列在喷注面上。喷嘴及喷注单元的主要结构形式有： 
直流式
直流式喷嘴结构简单，它是直接在喷注器面板上或者在镶嵌于喷注器的零件上开的圆柱形直流孔:195。直流式喷嘴组成的喷注单元主要有互击式、自击式、莲蓬头式以及溅板式。二股互击式喷注单元由一个燃料射流和一个氧化剂射流互击组成，雾化和混合效果较好；三股互击式喷注单元由一种推进剂组元的轴向中心射流和另一种推进剂组元的二股对称撞击的外侧射流互击组成，形成对称的雾化模式，具有良好的混合效果；二股自击式喷注单元由一对燃料射流和一对氧化剂射流分别自击组成，混合效果不如二股互击式但能较好兼顾性能高和稳定性好两方面的要求，被广泛用于大推力发动机；莲蓬头式喷注单元将射流垂直于喷注面喷射出，互不撞击，依靠湍流和扩散来混合，多用于室壁的燃料边界层冷却；溅板式喷注单元是采用将燃料和氧化剂射流与溅板撞击的方式来雾化和混合推进剂，但其结构较复杂、工作稳定性差、对喷注面烧蚀严重，因此较少采用。:217-218:77-85
离心式
离心式喷嘴结构较复杂，通常由带切向孔或涡流器的涡流室和喷口组成。液体从涡流室壳体上的切向进口孔或从涡流器上的端孔进入涡流室，沿壁面旋转后由喷口喷出。离心式喷嘴可分为单组元（带切向孔或涡流器）喷嘴和双组元（内混合和外混合）喷嘴。:196对于单组元离心式喷嘴，燃料喷嘴和氧化剂喷嘴需按照一定方式进行组合排列；对于双组元离心式喷嘴，一个喷嘴就是一个独立的喷注单元。
同轴式
同轴式喷嘴主要用于氢氧发动机。液氧以较低的速度从中心喷嘴喷出，从冷却夹套吸热并气化后的氢从环绕中心喷嘴的环形通道以较高的速度喷出，利用速度差产生的剪切力使液氧雾化:274。中心喷嘴可以为直流式，这种结构形式广泛用于美国的氢氧发动机；也可以为离心式，被俄罗斯的氢氧发动机所采用:80。对于同轴式喷嘴，一个喷嘴就是一个喷注单元。
喷注器喷嘴的排列对燃烧性能、燃烧稳定性和燃烧室可靠性都具有重要影响:75。对于单组元离心式喷嘴，其基本排列方式有蜂窝式、棋盘式和同心圆式。蜂窝式的每个燃料喷嘴周围有6个氧化剂喷嘴，实际的氧化剂喷嘴数与燃料喷嘴数之比为2；棋盘式的每个燃料喷嘴周围有8个氧化剂喷嘴，实际的氧化剂喷嘴数与燃料喷嘴数之比为3；同心圆式则是所有喷嘴都位于一系列同心圆上，燃料喷嘴与氧化剂喷嘴沿同心圆交替排列，双组元离心式喷嘴和直流式喷注单元通常也采用这种排列方式。:91-92
考虑到燃烧室壁的可靠冷却问题，可利用靠近室壁的边区喷嘴建立燃料边界层冷却。在进行边区喷嘴排列时，可将近壁层的混合单元做成不完整的，取消氧化剂喷嘴；或者在周边用一圈燃料喷嘴构成保护边界层，一般采用小流量的离心式喷嘴或采用直流式喷嘴的内冷却环。:93为改善燃烧稳定性，在喷嘴排列时常采用液相分区的办法，即将喷注器分成若干个区域，采用不同类型的喷嘴、不同的质量流量密度、不同的撞击角度和不同的组元混合比，造成各区域不一样的燃烧。分区面上通常采用雾化较粗、喷射距离较远、流量较大的喷嘴，分区喷嘴喷射出的液体形成连续的液膜，将各区隔开。:98

#### 燃烧室
燃烧室是推进剂雾化、蒸发、混合和燃烧的容腔，承受高温燃气压力。其头部装有喷注器，末端与喷管连为一体。燃烧室主要的结构形式有球形、圆筒形和环形，其中圆筒形应用最为广泛:245。

#### 喷管
喷管使高温燃气膨胀和加速，产生高速射流。其通常为拉伐尔喷管，由收敛段、喉部和扩张段三部分组成。按照喷管型面的不同，喷管可分为锥形喷管、钟形喷管、塞式喷管和膨胀偏流喷管等:272。

#### 推力室冷却和防热
液体火箭发动机在工作过程中，由于高温燃气的作用会造成推力室内壁温度迅速升高，为防止内壁温度过高导致壳体强度剧烈下降，需要对推力室采用冷却和防热措施。推力室冷却防热方法主要有：
再生冷却
在较大推力液体火箭发动机上所采用的最基本的冷却方法。利用推进剂的一种组元（通常为燃料）或两种组元作为冷却剂，在其进入燃烧室之前以一定流速流经推力室内外壁之间的夹层或通道，将内壁的热量带走，以达到冷却目的。冷却剂吸收的热量并未损失，它随着冷却剂喷入燃烧室而又回收到燃烧室内，故称为再生冷却。:286-288
排放冷却
从主燃料输送管路中引出一小部分燃料作为冷却剂流经冷却通道，传热机理与再生冷却类似，但冷却剂不流回集液腔，而是通过冷却通道出口的小喷管排出并产生一定推力。一般应用于氢氧发动机的喷管扩张段。:325-326
薄膜冷却
最早的推力室冷却方法，由戈达德在20世纪20年代最先使用:75。冷却剂（如一定量的推进剂）沿推力室内壁以低速喷入推力室，在内壁面上形成一层薄层液膜或在内壁附近形成一层低温的蒸气膜，以降低高温燃气向壁面传递的热流。常用作辅助冷却方法，可应用于整个燃烧室或仅用于喷管喉部区。:290-291
发汗冷却
薄膜冷却的特殊形式。推力室的内壁由多孔材料制成，孔径为数十微米。多孔材料通常用金属粉末烧结而成，或用金属网压制而成。冷却剂通过多孔材料渗入到推力室内表面上，吸收热量蒸发并形成低温蒸气膜。使用氢燃料的J-2发动机和航天飞机主发动机采用了这种方法来冷却喷注器面。:291:333
辐射冷却
推力室只有单层室壁，由耐高温材料制成。燃气向室壁传热，使得室壁温度升高，同时室壁向外界环境中辐射的热量也增加。最终室壁达到热平衡，壁温达到稳定值，此时室壁通常发红或发白。常用于热通量密度较小的部件，如大膨胀比的喷管的扩张段、单组元推力室等。:286
烧蚀冷却
推力室的室壁有采用烧蚀材料制成的内衬。烧蚀材料通常由一系列埋入有机材料（如塑料、环氧树脂、酚醛树脂）基体的高强度定向纤维（如玻璃、凯芙拉、碳纤维）组成。在发动机工作过程中，基体材料吸收热量，并且分解生成气体，气体从基体渗出后在内壁面上形成保护边界层。常用于燃烧室压力较低、工作时间较短的推力室以及喷管扩张段。:288-289
隔热防护
在推力室壁内表面敷上一层高热阻材料作为绝热层。可以在室壁内表面涂上一层耐高温涂层，如氧化铝或氧化锆涂层，要求涂层材料导热系数低、表面容许温度高、附着性好以及具有抗振动载荷、抗机械冲击、抗热冲击的性能。也可以采用难熔材料如陶瓷、石墨制成衬套覆盖在室壁内表面上，多用于非冷却发动机，特别是喷管喉部附近，但这些材料对热冲击敏感，容易引起裂纹和剥落。:335-336

### 推进剂供应系统
推进剂供应系统是在液体火箭发动机工作时将贮箱中的推进剂按照要求的压力和流量输送到推力室中的系统，一般可分为挤压式供应系统和泵压式供应系统。

#### 挤压式供应系统
挤压式供应系统是利用高压气体将推进剂组元从贮箱挤压到推力室中。高压气体挤压推进剂的方式有气体直接挤压、柔性囊袋挤压和活塞挤压:204。挤压气体的来源有以下几种方案：
贮气系统
气源来自高压气瓶，在发动机工作前通过充气阀将压缩气体充入气瓶中。挤压气体通常选用氮气、氦气等惰性气体。大多数挤压式供应系统利用减压器将从气瓶流出的气体控制在恒定的压力来挤压贮箱中的推进剂，即为恒压式贮气系统。若发动机工作时允许推力逐步下降，则可取消气瓶和减压器，适当调整贮箱中初始气垫的容积，依靠初始气垫的自身膨胀来挤压推进剂，即为落压式贮气系统。:308:24
液体汽化系统
将容易汽化的推进剂组元通过换热器加热、汽化后挤压贮箱中的推进剂。推进剂汽化系统主要用于泵压式供应系统的贮箱增压，对于挤压式供应系统，发动机还需要单独的贮气系统来挤压液体在换热器中汽化，但这使得增压系统更复杂化。:25-26
化学反应系统
利用化学反应生成挤压气体。化学反应生成挤压气体的方案有三种：固体推进剂燃气发生器、液体推进剂燃气发生器以及在贮箱中直接化学反应产生挤压气体。固体推进剂燃气发生器系统由燃气发生器、过滤器和燃气调节器等组成；液体推进剂燃气发生器系统由辅助气瓶、辅助贮箱和燃气发生器以及其他附件组成采用。燃气发生器系统还需要对热燃气冷却降温。在贮箱中直接化学反应的系统是将少量燃料（或氧化剂）喷注到氧化剂贮箱（或燃料贮箱）中，发生自燃反应产生挤压气体。:26-28
挤压式供应系统结构简单，但发动机燃烧室压力较低，多用于反作用控制系统等小推力发动机:24。

#### 泵压式供应系统

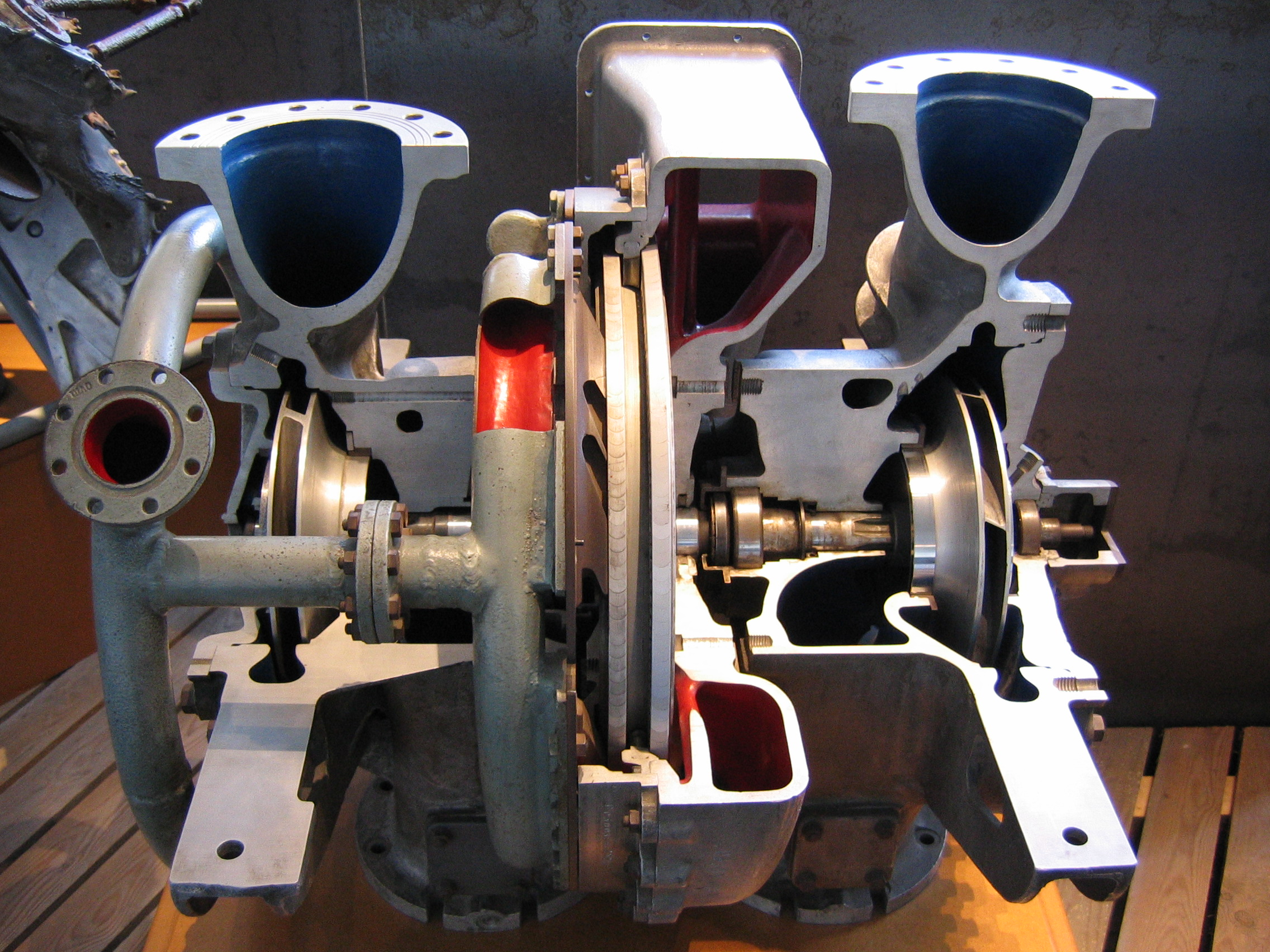
V-2火箭的发动机涡轮泵。涡轮转子位于中间，两侧分别为液氧泵和酒精泵

泵压式供应系统是利用高速旋转的泵将推进剂组元增压后输送至推力室。泵压式供应系统主要由推进剂泵、涡轮、涡轮动力源、调节器、阀门和管路等组成:28。泵由涡轮驱动，二者组成涡轮泵。泵与涡轮之间的传动布局有：将燃料泵、氧化剂泵和涡轮安置在同一根传动轴上直接传动，涡轮居中或者偏置，即为单转子方案；也可以在它们的轴之间设置齿轮变速箱进行传动，即为多转子方案:229。液体火箭发动机最常用的泵为离心泵:371，采用的涡轮有冲击式涡轮和反力式涡轮:380。
泵压式液体火箭发动机的动力循环描述了推进剂在发动机主要组件中的具体流动路径、驱动涡轮的工质供应方法及涡轮工质的排气处理方式:222。按照涡轮工质的排放方式，可将动力循环分为开式循环和闭式循环。开式循环是将经涡轮工作后的工质直接从涡轮排气喷管排出或者排到推力室喷管扩张段内，未利用工质剩余能量；闭式循环是经涡轮工作后的工质最后都注入燃烧室燃烧以最大程度利用其能量:222。泵压式供应系统又可按涡轮工质的来源分类，最常见的有燃气发生器循环、膨胀循环和分级燃烧循环等。

##### 燃气发生器循环

燃气发生器循环示意图

燃气发生器循环属于开式循环，涡轮工质来自燃气发生器。其使用的推进剂可由单独的贮箱供应，亦可从推进剂组元供应系统中抽取。燃气发生器的混合比通常是富燃或富氧的，这样燃气温度不会过高导致涡轮叶片不能承受。燃气驱动涡轮后通过涡轮排气喷管排出发动机，使发动机产生了一个额外的小推力，故推力室本身的推力略低于发动机的总推力。由于涡轮排气的能量未充分被利用，因此推力室本身的比冲略高于发动机的比冲，采用燃气发生器循环的发动机的比冲一般也低于闭式循环发动机的比冲。燃气发生器循环结构相对比较简单，技术成熟，被V-2火箭的发动机以及F-1、J-2、RS-68等许多液体火箭发动机所采用。:29:222-224

##### 膨胀循环

膨胀循环示意图

膨胀循环属于闭式循环，是将用作推力室冷却剂的液体燃料流经推力室冷却夹套吸热汽化后作为驱动涡轮的工质，从涡轮排出后再注入燃烧室，与氧化剂混合并燃烧。由于推力室冷却夹套的加热量有限，因此涡轮工质的做功能力有限，从而限制了燃烧室压力的提高。膨胀循环的主要优点是发动机比冲较高、结构简单、质量较小。膨胀循环适用于氢氧发动机，如RL10火箭发动机。:30:224
膨胀排放循环是它的一个开放循环改型，能够达到更高的推力。

##### 分级燃烧循环

分级燃烧循环示意图

分级燃烧循环也称补燃循环，属于闭式循环，是将一种推进剂组元的全部流量和另一种推进剂组元的部分或全部流量输送至预燃室内燃烧，以产生的低温燃气来驱动涡轮，从涡轮排出的燃气再被注入燃烧室中进行补充燃烧。将两种推进剂组元的全部流量输送到预燃室内进行燃烧的循环称为全流量分级燃烧循环。通常，液氧/液氢推进剂选用富燃预燃室，液氧/煤油推进剂选用富氧预燃室，而全流量分级燃烧循环则一定为富氧和富燃双预燃室。分级燃烧循环的涡轮工质流量较大，做功能力强，因而容许采用很高的燃烧室压力。这种循环的发动机的比冲更高，但发动机结构较复杂、质量更重。分级燃烧循环在大推力液体火箭发动机中得到广泛应用，如使用富燃预燃室的航天飞机主发动机、RD-0120火箭发动机以及使用富氧预燃室的RD-120、RD-170火箭发动机。:30-31:222-227

##### 抽气循环

抽气循环示意图

抽气循环为开式循环。从火箭发动机主燃烧室抽取一部分热燃气引入涡轮驱动燃料/氧化剂泵，最后乏气直接排出。
NASA的J-2S火箭发动机，在1969年成功测试了抽气循环发动机。2013年, 蓝色起源（Blue Origin）公司的使用了抽气循环BE-3火箭发动机的新谢泼德火箭飞行测试成功。
抽气循环发动机的起动相当复杂。而且循环涡轮必须耐受更高温度。

### 控制系統
液体火箭发动机的启动、操控和关机等各个工作阶段的控制由发动机控制系统来完成。液体火箭发动机的基本控制系统包括发动机启动和关机控制系统、发动机主级控制系统、贮箱增压控制系统、发动机推力大小控制系统和推力矢量控制系统等:55。在现代液体火箭发动机中，计算元件、微处理器及计算机控制器与各类阀门和调节器、测量发动机系统各参数的传感器和测量仪表以及电路系统等共同构成发动机控制系统:318。安装在输送管道上的各种阀门和调节器通过接受从控制器发出的指令信号，在电、液压或气动等能源的驱动下，对发动机的工作过程以及推力、推进剂混合比等工作参数实现控制和调节。液体火箭发动机上使用的阀门有两类：一类是用来控制发动机工作过程的阀门，如启动阀、加注阀、泄出阀、充气阀、断流阀、隔离阀、单向阀和卸压阀等；另一类为诸如减压器、压力调节器、气蚀文氏管和节流圈等这些用来调节发动机主要性能参数的阀门，即调节器或调节阀:318。

## 液体推进剂
液体火箭推进剂，简称液体推进剂，是为液体火箭发动机提供能源和工质的液态化学物质，是影响发动机及火箭性能的重要因素之一。它可以是单质、化合物，也可以是混合物。液体推进剂通过在燃烧室进行氧化反应或分解反应，将化学能转化为热能，生成高温高压气体产物，再通过喷管膨胀加速，将热能转化为动能。

### 基本要求
对液体推进剂的基本要求主要有：:242-251:147

| - 能量特性高，即比冲高 - 冷却能力较强 - 输送、雾化性能好 - 比重高 - 物理性质随温度变化小 - 燃烧性能好 | - 稳定性好 - 腐蚀性小 - 爆炸危险性小 - 毒性小 - 材料相容性好 - 可大量生产、价格低廉 |

实际上并没有各方面性质都很好的推进剂，选择液体推进剂时需要综合权衡以上这些因素。

### 分类
液体推进剂的分类方式有：按推进剂组元数，可分为单组元推进剂、双组元推进剂和三组元推进剂；按推进剂贮存性能，可分为可贮存推进剂（如煤油、硝酸等）和低温推进剂（如液氢、液氧）；按氧化剂与燃料直接接触时的化学反应能力，分为自燃推进剂和非自燃推进剂。:9

### 常用的液体推进剂
大多数液体火箭发动机使用的是双组元推进剂。常用的双组元液体推进剂有三类：①液氧/液氢推进剂组合，无毒推进剂组合中比冲最高的，主要用于运载火箭上面级和某些助推级；②液氧/烃类（如煤油、汽油、酒精等）推进剂组合，平均密度较高，可使火箭结构做得较紧凑，常用于运载火箭助推级和某些第二级；③可贮存推进剂组合，包括硝酸/烃类、四氧化二氮/偏二甲肼、四氧化二氮/混肼50以及四氧化二氮/一甲基肼等组合，可长期贮存，没有低温推进剂的发射准备时间长和处理复杂等问题，用于弹道导弹第一、二级大型发动机以及几乎所有使用双组元推进剂的反作用控制小推力火箭发动机。:241-242
单组元推进剂必须具有化学稳定性和热稳定性，并且还必须容易分解和反应。最常用的单组元推进剂是肼，被广泛用于卫星和其他航天器的姿态和轨道控制小推力火箭发动机。肼的分解产物包括氨气、氮气和氢气，催化剂可采用铱、铁、镍和钴等。:259-260

## 液体推进剂的燃烧

### 燃烧过程
液体推进剂从喷入燃烧室到完全变成燃烧产物，需要经历一个十分复杂的物理-化学过程。为便于描述和理解燃烧过程，可以从宏观角度将燃烧室定性分为三个特征区域：
喷射/雾化区
从喷注器喷注的推进剂组元射流或液膜通过相互撞击等方式雾化成小液滴。部分液滴开始蒸发，形成富氧或富燃的局部区域。该区域是非均相的，含有液滴、推进剂蒸气以及一些高温燃气。由于推进剂温度较低以及富氧区和富燃区燃烧速率不高，该区域只有一定的化学反应发生，释热率较低。:345-346
快速燃烧区
随着温度的不断提高，剧烈而快速的化学反应发生，所有剩余液滴都受热蒸发，富燃和富氧气团相互混合。推进剂反应生成中间产物以及更小更简单的燃烧产物，并放出大量的热。热气的快速膨胀会造成气体从高温高燃烧速率区向低温低燃烧速率区的局部横向流动。随着气体向快速燃烧区下游的流动，气体组分和混合比变得更加均匀。气体在加速过程中，温度越来越高，横向速度与不断增加的轴向速度相比越来越小。:344-345
管流燃烧区
化学反应以较低速率继续进行，并使得燃烧产物趋于化学平衡状态。燃气为流动速度很高的流线型轴向流，几乎没有横向流动。这一区域可延伸至喷管。:346

### 燃烧不稳定性
推进剂在燃烧室内的燃烧不会是绝对平稳的，总是有一些压力、温度、速度的波动，当这些波动与推进剂供应系统（甚至整个飞行器结构）的固有频率或燃烧室声学振荡相耦合时，就会产生周期性的叠加振荡，即为燃烧不稳定性:348。发动机燃烧室可以看作自激振荡系统，系统的能量来源是燃烧过程释放的能量，振荡器是燃烧室和推进剂供应系统，二者之间存在一定的响应和反馈过程，维持着振荡过程:201。燃烧不稳定性通常以燃烧室压力变化的周期性来表征。燃烧不稳定性的燃烧室压力波动具有明显的周期性，且振幅较大，一般在平均室压的±5%以上:192。若发动机稳态工作期间压力波动不超过平均室压的±5%，则认为发动机处于平稳燃烧状态；若燃烧的压力波动很大并且是随机的，则称其为粗糙燃烧:348。
液体火箭发动机燃烧不稳定性按燃烧室压力振荡频率分为低频燃烧不稳定性、中频燃烧不稳定性和高频燃烧不稳定性：:348:190-224:212
|                | 低频燃烧不稳定性                                                               | 中频燃烧不稳定性                                                                                                   | 高频燃烧不稳定性                                                                   |
| -------------- | ------------------------------------------------------------------------------ | --- | ---------------------------------------------------------------------------------- |
| 频率范围       | 200赫兹以下                                                                    | 200－1000赫兹 | 1000赫兹以上                                                                       |
| 燃烧室压强分布 | 较均匀                                                                         | 不均匀 | 很不均匀                                                                           |
| 压强振幅       | 室压的25%－50%左右                                                             | 较小 | 室压的50%－100%或更大                                                              |
| 有关因素       | 和推进剂供应系统（甚至整个飞行器结构）与燃烧室压力的相互作用有关               | 和推进剂系统结构及喷注器集液腔的振动、流动漩涡、燃料/氧化剂混合比波动、推进剂供应系统谐振有关                      | 和燃烧过程中各种力（压力波）及燃烧室声学谐振特性有关                               |
| 危害           | 使燃烧过程恶化，导致发动机性能下降；系统发生共振，可能导致管路或接头断裂       | 导致推进剂混合比的振荡和发动机性能的降低                                                                           | 燃烧室局部传热率急剧增加从而导致发动机损坏                                         |
| 抑制措施       | 提高燃烧室压强和喷注器压降，采用喷雾细微的喷嘴，以改善喷雾的形成，减小燃烧时滞 | 改变推进剂供应系统或喷注器结构以减小两者之间的耦合，或在推进剂供应系统中设置节流圈、蓄压器或四分之一波管等阻尼装置 | 在喷注面上安装隔板、声衬或声腔等阻尼器；改进喷注器的形式、孔径和压降以及喷嘴排列等 |

## 特点
液体火箭发动机具有化学火箭发动机的特点：:180-181
- 自身携带推进剂，工作不依靠大气，可在大气层内、大气层外以及水下工作；
- 推力随飞行高度增加而增加，与飞行速度无关；
- 发动机结构质量与发动机推力之比较低；
- 工作条件苛刻，在高压、高温、高转速、高速喷气、超低温和强腐蚀性条件下工作。

液体火箭发动机与固体火箭发动机相比各具优缺点：:10-11
|            | 液体火箭发动机                   | 固体火箭发动机                             |
| ---------- | -------------------------------- | ------------------------------------------ |
| 结构       | 零部件较多、结构复杂             | 结构相对简单                               |
| 比冲       | 较高，可达450 s                  | 较低，不超过300 s                          |
| 可控性     | 可以多次启动和脉冲工作，可控性好 | 很难调节推力大小和多次启动，可控性差       |
| 可靠性     | 较低                             | 较高                                       |
| 使用和维护 | 发射准备时间较长，维护使用不便   | 操作简单，维护方便                         |
| 工作时间   | 较长                             | 较短                                       |
| 质量比     | 较低                             | 较高                                       |
| 成本       | 较高                             | 较低                                       |
| 环境适应性 | 较高                             | 工作性能受外界环境温度（装药初温）影响较大 |

## 应用

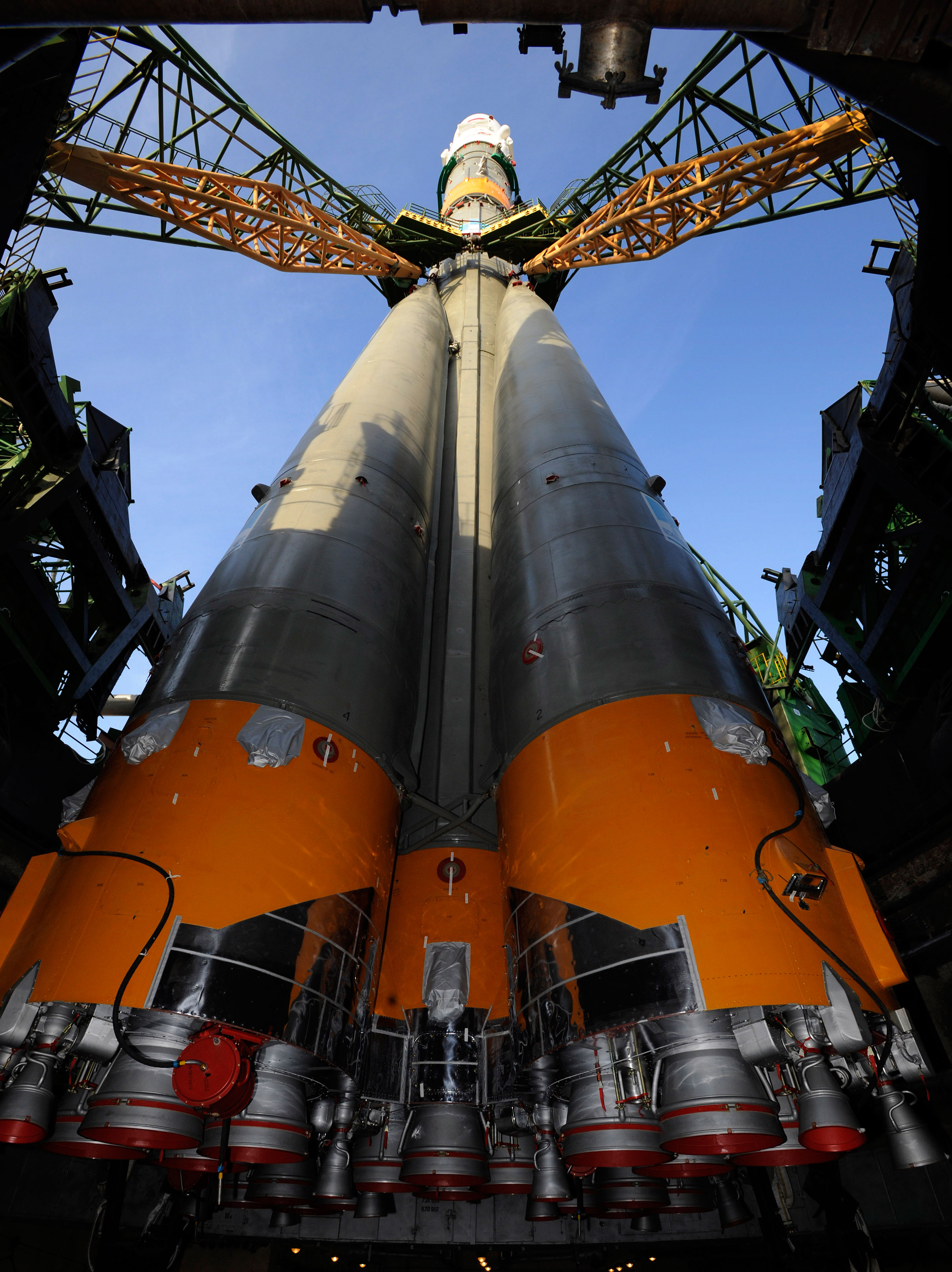
使用液体火箭发动机作为动力的联盟号系列运载火箭

液体火箭发动机作为最为成熟的火箭推进系统之一，具有较高的性能和许多独特的优点，应用广泛。目前液体火箭发动机主要被用于运载火箭、航天器以及导弹等方面：
- 液体火箭发动机是运载火箭常用的发动机。运载火箭的发动机包括助推级、第一级和上面级发动机等。运载火箭需要一个或多个液体火箭发动机提供较大的推力。[10]:16-18
- 航天器包括航天飞机、人造卫星、空间探测器、载人飞船等。液体火箭发动机可用作航天器的轨道机动系统和反作用控制系统。[10]:18-20
- 液体火箭发动机是早期地对地弹道导弹常用的推进系统，目前仍用于一些国家的远程弹道导弹或洲际弹道导弹。例如俄罗斯仍有使用液体火箭发动机的潜射弹道导弹，中国也有使用液体火箭发动机的弹道导弹。[10]:20

此外，液体火箭发动机还曾被用作探空火箭和飞机的推进动力，以及飞机的喷气助推起飞系统等:5-11。